# 블레이네이번

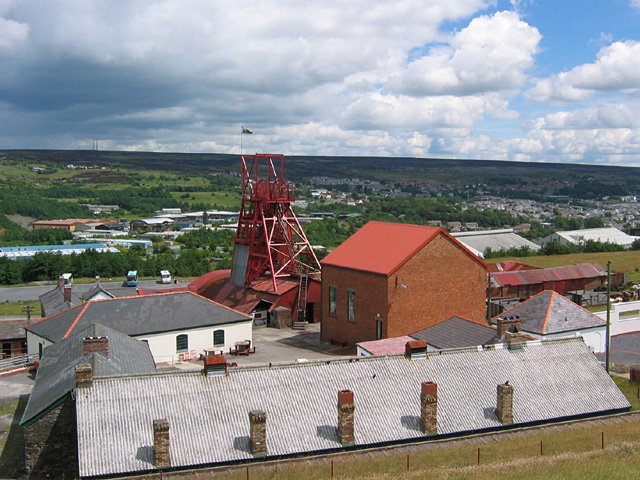
블레이네이번 빅 핏(Big Pit) 광업 박물관

블레이네이번(영어: Blaenavon, 웨일스어: Blaenafon 블라이나본)은 웨일스 남동부 토르바인의 도시로 면적은 17.83km2, 인구는 6,055명(2011년 기준)이다. 폰티풀 북쪽에 위치한다. 도시 이름은 웨일스어로 "강 앞쪽"을 뜻한다. 블레이네이번의 산업 경관은 2000년 유네스코가 지정한 세계유산에 등재되었다.